# Shinchō Kōki
Shinchō Kōki (信長公記) é uma crónica de Oda Nobunaga, compilada no início do período Edo com base em registos mantidos por Ōta Gyūichi (太田牛一), um guerreiro que acompanhava Nobunaga. Shinchō Kōki cobre eventos de 1568, quando Nobunaga entrou em Quioto, até à morte de Nobunaga em 1582. A crónica compilada consiste em 16 volumes e é considerada pelos historiadores como sendo "em grande parte factual" e "fiável". Existem vários manuscritos com diferentes títulos, como Azuchiki (安土記) e Shinchōki (信長記). A crónica é frequentemente citada não só quando se trata de assuntos relativos a Nobunaga mas também em vários outros assuntos, como a cerimónia do chá.

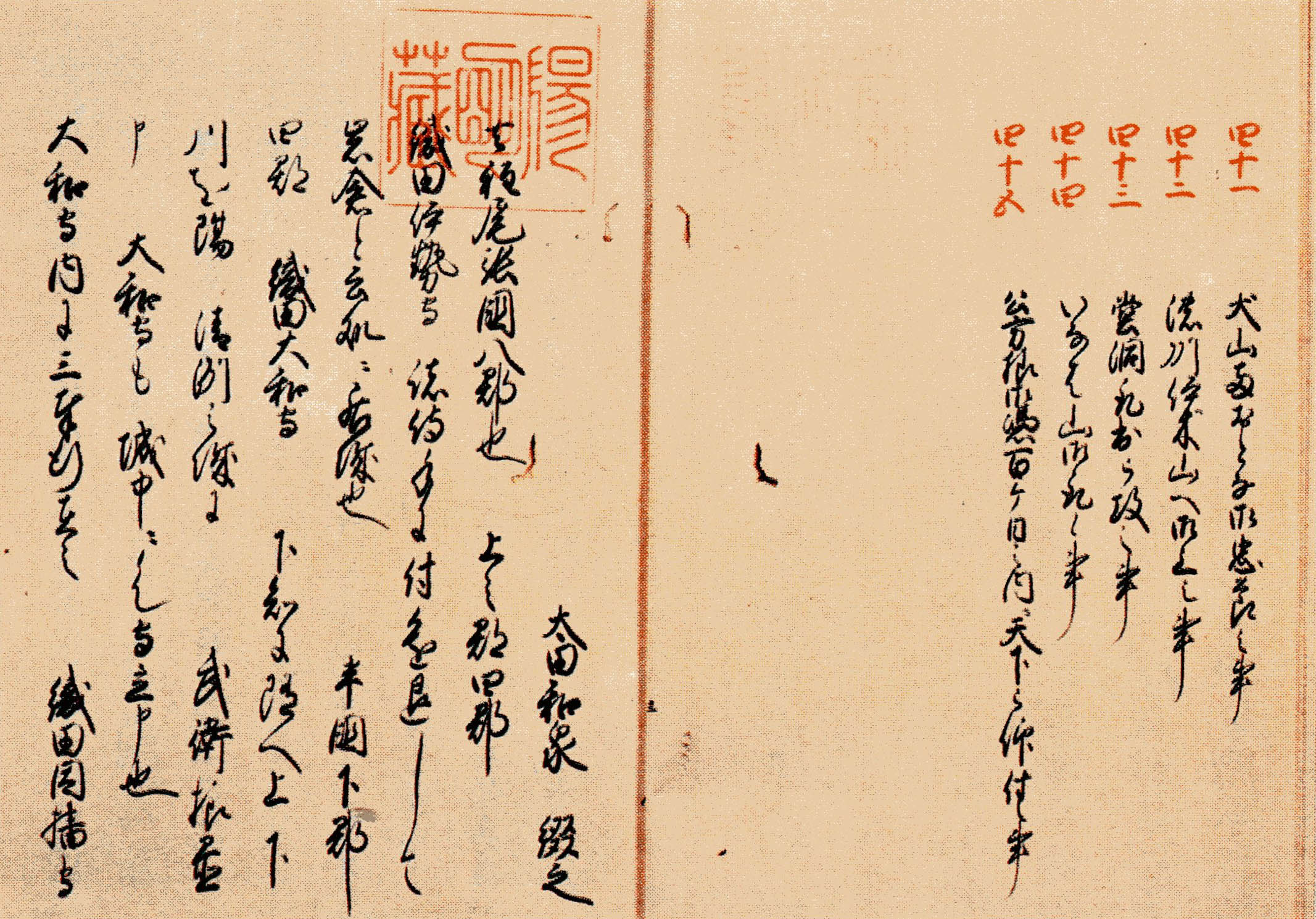
O Shinchō Kōki encontra-se preservado em Yōmei Bunko, um arquivo histórico localizado em Quioto, Japão.

Reflectindo a popularidade de Oda Nobunaga, versões da crónica reescrita em japonês moderno venderam, juntas, quase dez mil cópias.